# Escatrón
Escatrón település Spanyolországban,  Zaragoza tartományban. Escatrón Caspe, Alcañiz, Samper de Calanda, Castelnou, Sástago és Chiprana községekkel határos. Lakosainak száma 1177 fő (2024).

## Népesség
A település népessége az utóbbi években az alábbiak szerint változott:
| Lakosok száma | 1259 | 1160 | 1161 | 1163 | 1133 | 1113 | 1046 | 1051 | 1156 | 1177 |
|               | 2001 | 2004 | 2007 | 2009 | 2012 | 2014 | 2017 | 2019 | 2022 | 2024 |